# Manifesta

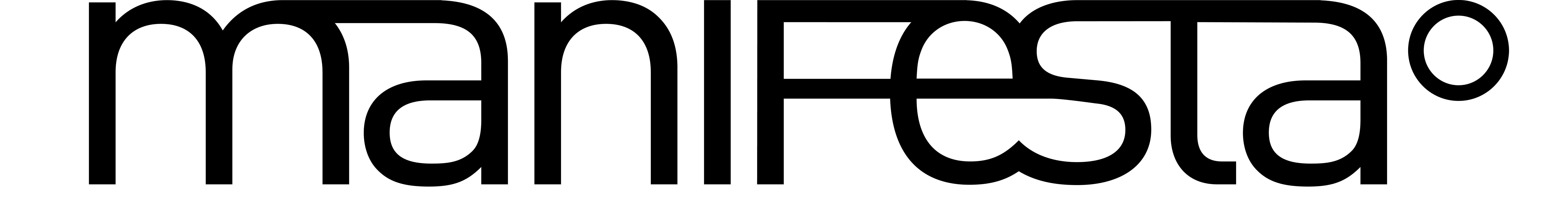
Manifesta logo

Die Manifesta ist eine europäische Biennale für zeitgenössische Kunst, deren Ausstellungsorte alle zwei Jahre wechseln. Die erste Manifesta fand 1996 in Rotterdam statt. Träger ist die International Foundation Manifesta.

## International Foundation Manifesta
Träger der Biennale ist die „International Foundation Manifesta“ (IFM), die mit diesen Veranstaltungen an wechselnden europäischen Orten die lokale, nationale und internationale Kunst vorstellen möchte. Gleichzeitig sollen die Biennalen eine Archiv-Funktionen wahrnehmen und die Forschung und Diskussion über die zeitgenössische Kunst anregen. Die Foundation wurde 1996 gegründet, sie ist eine unabhängige Non-Profit-Organisation und hat ihren Sitz in Amsterdam. Bis heute wird die Foundation von der Niederländerin Hedwig Fijen (* 1961) geleitet.
Die Stiftung verfügt über einen Aufsichtsrat der aus Fachleuten aus Wissenschaft, Wirtschaft und internationaler Kunst besteht und die Direktorin berät. Er besteht aus fünf in den Niederlanden ansässigen Mitgliedern.

## Veranstaltungsorte
- 1996: Manifesta 1 Rotterdam, Niederlande
- 1998: Manifesta 2 Luxemburg, Luxemburg
- 2000: Manifesta 3 Ljubljana, Slowenien
- 2002: Manifesta 4 Frankfurt am Main, Deutschland
- 2004: Manifesta 5 San Sebastián, Spanien
- 2006: Manifesta 6 Nikosia, Zypern
- 2008: Manifesta 7 Trentino-Südtirol, Italien
- 2010: Manifesta 8 Im Dialog mit Nordafrika, Murcia und Cartagena, Spanien
- 2012: Manifesta 9 Genk in Limburg, Belgien
- 2014: Manifesta 10 St. Petersburg, Russland, in Zusammenarbeit mit dem Kunstmuseum Eremitage
- 2016: Manifesta 11 Zürich, Schweiz
- 2018: Manifesta 12 Palermo, Italien
- 2020: Manifesta 13 Marseille, Frankreich[1]
- 2022: Manifesta 14 Pristina, Kosovo[2]
- 2024: Manifesta 15 Barcelona und zehn weitere Städte in Katalonien
- 2026: Manifesta 16 Metropolregion Rhein-Ruhr, Deutschland

## Manifesta 7

Der mit Graffiti bemalte Wasserturm am NOI Techpark Südtirol/Alto Adige war Teil der Ausstellung in Bozen. (Foto: 2008)

Die Manifesta 7 wurde am 19. Juli 2008 eröffnet und war auf vier Ausstellungsorte aufgeteilt: Die Festung Franzensfeste, das ehemalige Alumixgebäude im Bozner Industriegebiet (Südtirol), im ehemaligen Postgebäude von Trient und in der ehemaligen Tabakmanufaktur, dem Bahnhof und einer ehemaligen Fabrik von Rovereto (Trentino). Insgesamt sind 188 Künstler an der Manifesta 7 beteiligt. Die Manifesta 7 schloss am 2. November 2008 ihre Tore.

## Manifesta 8
Die Manifesta 8 fand für 100 Tage vom 9. Oktober 2010 bis 9. Januar 2011 in der Region Murcia statt und war als Dialog mit der Kunst Nordafrikas gedacht. Sie wurde von drei Kollektiven kuratiert: Alexandria Contemporary Arts Forum, Chamber of Public Secrets und Tranzit.org.

## Manifesta 9
Die Manifesta 9 fand vom 2. Juni bis 30. September 2012 in Genk in der belgischen Provinz Limburg statt. Kurator war der Kunstkritiker und Historiker Cuauhtémoc Medina. Er lebt und arbeitet in Mexiko-Stadt und hat in Kunstgeschichte und -theorie an der Universität von Essex, GB promoviert. Ko-Curatoren waren Katerina Gregos und Dawn Ades. Es stellten 100 Künstler aus, darunter Bernd und Hilla Becher, Max Ernst, Richard Long, Michael Matthys, Henry Moore und Ni Haifeng.

## Manifesta 10
Die Manifesta 10 fand vom 28. Juni bis 31. Oktober 2014 in Sankt Petersburg statt, kuratiert von Kasper König. König präsentierte Werke der zeitgenössischen Kunst, die er älteren aus dem Bestand des Museums gegenüberstellt. Hauptausstellungsort war ein neuer Gebäudeflügel des Kunstmuseums Eremitage.

## Manifesta 11
2016 konzipierte der Künstler Christian Jankowski als Kurator unter dem Titel What People Do For Money die 11. Ausgabe der Manifesta, die vom 6. Juni bis 18. September 2016 an verschiedenen Orten in Zürich stattfand. Dreißig Bewohner der Stadt mit unterschiedlichen Berufen inspirierten jeweils einen Künstler – ausgehend von ihren Erfahrungen – zu einem spezifischen Kunstprojekt.

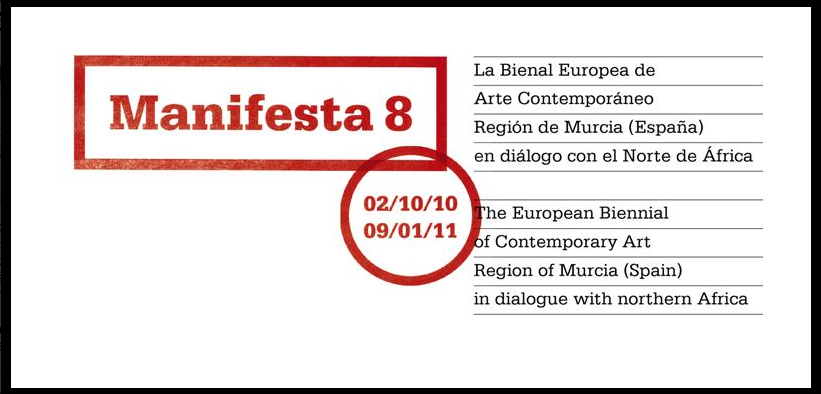
Manifesta 8 (2010)
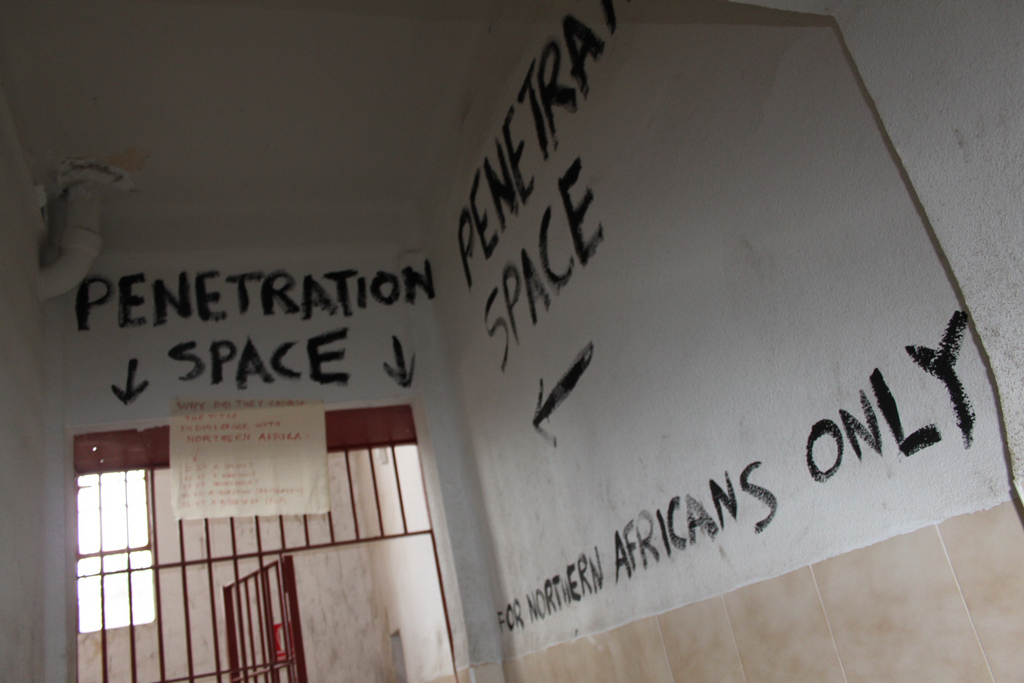
Manifesta 8
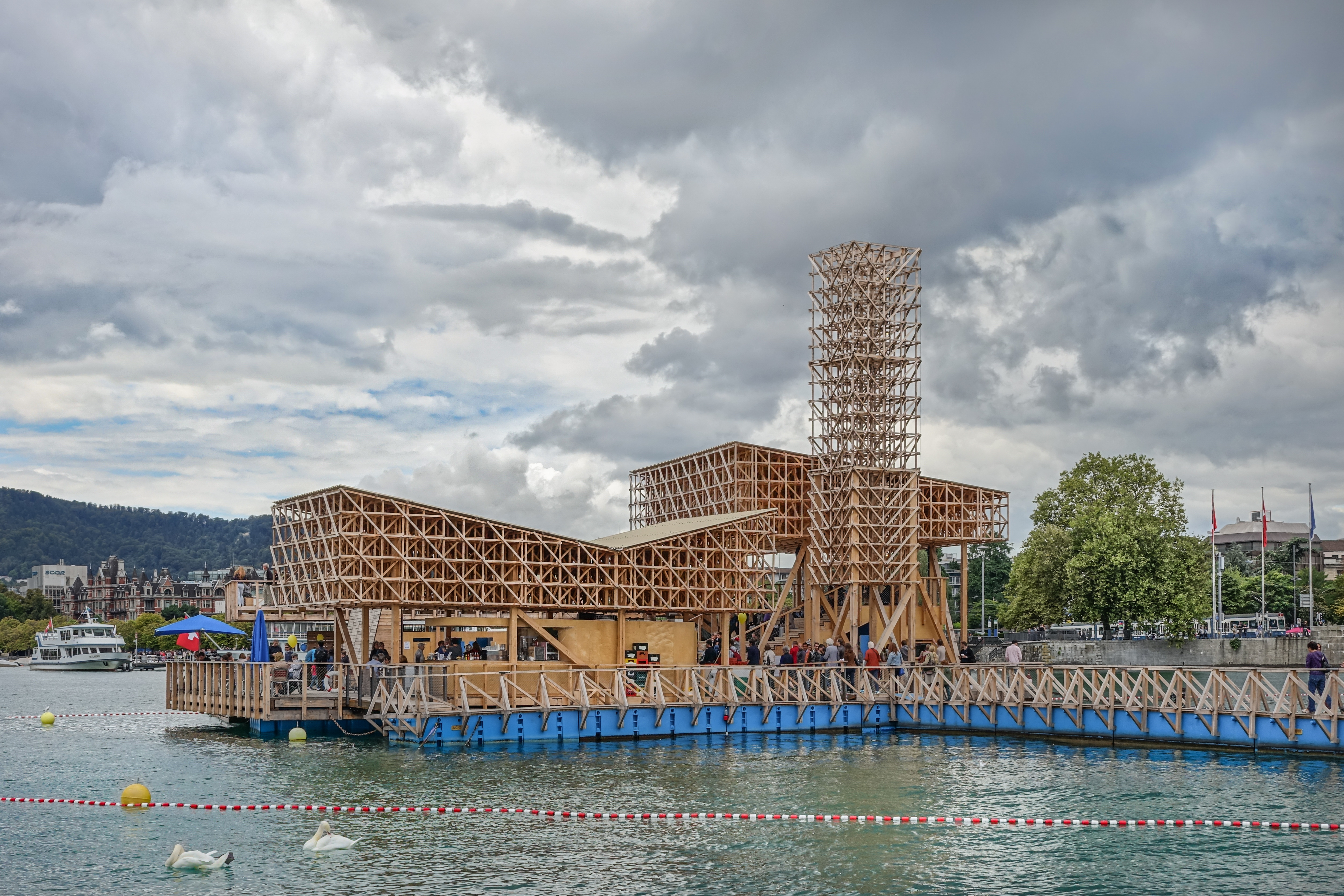
Manifesta 11

## Manifesta 12
Die Manifesta des Jahres 2018 fand vom 16. Juni bis 4. November in der Kulturhauptstadt 2018 Palermo auf Sizilien statt und wurde vom Office for Metropolitan Architecture (OMA) aus Rotterdam kuratiert. Unter dem Motto The Planetary Garden. Cultivating Coexistence ging es um Themen wie Migration, Technik und Natur.

## Manifesta 13
Die Manifesta 2020 fand erstmals in Frankreich statt. Vom 7. Juni bis zum 1. Dezember 2020 war Marseille und Umland Gastgeber der Ausstellungen. Für das Programm war ein Team um Alya Sebti, Direktorin der Berliner ifa-Galerie, Katerina Chuchalina, Kuratorin der V-A-C Foundation und Stefan Kalmár, Direktor des Institute of Contemporary Arts in London verantwortlich. Die Manifesta 13 stand unter dem Motto „Traits d’union.s“ (das französische Wort für Bindestriche) und versuchte, „neue solidarische Bindungen“ zu schaffen.

## Manifesta 14
Die Manifesta 2022 fand im Kosovo – Europas jüngstem Nationalstaat – statt. In der Hauptstadt Prishtina und in einer Reihe von Städten des Westbalkans wird ein Programm mit Ausstellungen, Performances und urbanen Interventionen in privaten und öffentlichen Räumen gezeigt oder aufgeführt. Die Manifesta 14 wurde am 22. Juli 2022 eröffnet und fand bis 30. Oktober 2022 statt. Künstlerische Leiterin der Manifest 14 war die australische Kuratorin Catherine Nichols.